# Stazione di Muggia
La stazione di Muggia era una fermata ferroviaria posta lungo la ex linea ferroviaria a scartamento ridotto Trieste-Parenzo chiusa nel 31 agosto 1935. Era al servizio del comune di Muggia.